# Stanisław Kaminski
Stanisław Francewicz Kaminski, ros. Станислав Францевич Каминский (ur. 17 sierpnia 1938 w Barnaule; zm. 13 stycznia 2005 tamże) – rosyjski piłkarz, grający na pozycji obrońcy, trener piłkarski.

## Kariera piłkarska

### Kariera klubowa
W 1958 rozpoczął karierę piłkarską w drużynie Urożaj Barnauł. W 1960 został zaproszony do Kajratu Ałmaty, w którym zakończył karierę piłkarza w roku 1969.

## Kariera trenerska
Po zakończeniu kariery piłkarza rozpoczął pracę szkoleniowca. Najpierw w 1969 do lipca pomagał trenować Leninogoriec Leninogorsk, a potem prowadził Uralec Uralsk. W 1970 powrócił do Leninogorca Leninogorsk, ale już jako starszy trener klubu. W 1971 stał na czele Traktoru Taszkent, a w 1972 pomagał trenować Spartak Semipałatyńsk i następnie pracował jako dyrektor techniczny Dinama Barnauł. W 1973 awansował na starszego trenera barnaulskiego klubu. Po 3 udanych sezonach w 1976 został zaproszony na stanowisko starszego trenera Kajratu Ałmaty, którym kierował razem z Temyrem Segyzbajewym do 1978. Następnie prowadził kluby Bołat Temyrtau, Żetysu Tałdykorgan oraz ponownie Spartak Semipałatyńsk i Dinamo Barnauł. W 1988 pomagał trenować Paxtakor Taszkent. W 1989 po raz drugi objął stanowisko głównego trenera Kajratu Ałmaty. Od 1991 trenował kluby Nurawszon Buchara, Żiger Szymkent, Szachtior Karaganda, po raz trzeci Dinamo Barnauł, Munajszy Aktau, FK Buxoro i Zarafshon Navoiy. W 2001 powrócił do rodzimego Barnaułu, gdzie jako konsultant pomagał trenować Dinamo Barnauł.
13 stycznia 2005 zmarł w Barnaule

## Sukcesy i odznaczenia

### Sukcesy piłkarskie
Urożaj Barnauł
- brązowy medalista 5 strefy Klasy B ZSSR: 1958

Kajrat Ałmaty
- wicemistrz II grupy Klasy A ZSRR: 1965

### Sukcesy trenerskie
Dinamo Barnauł
- wicemistrz strefy Wtoroj ligi ZSRR: 1973
- mistrz Wtoroj ligi ZSRR: 1974
- finalista Pucharu Rosyjskiej FSRR: 1975

Kajrat Ałmaty
- mistrz Pierwoj ligi ZSRR: 1976

Spartak Semipałatyńsk
- zdobywca Pucharu Kazachskie SRR: 1983

### Odznaczenia
- tytuł Mistrza Sportu ZSRR
- tytuł Zasłużonego Trenera Kazachskiej SRR: 1977